# Jacob van Ligne
Jacob van Ligne (Frans: Jacques de Ligne)(ca. 1503 - 1552) was een staatsman uit het huis Ligne in dienst van keizer Karel V.

## Biografie
Jacob was de enige zoon van Anton van Ligne, de Grote Duivel.
In 1544 werd de heerlijkheid Ligne vergroot met Belœil en verheven tot het graafschap Ligne.
Jacob werd in 1546 ridder in de Orde van het Gulden Vlies.
Hij werd met name belast met een ambassade bij paus Clemens VII.
Jacob was in 1527 in 's-Gravenhage getrouwd met Maria van Wassenaer (†1544), dochter van Jan van Wassenaer, en erfgename van de heerlijkheid Wassenaar en het burggravenambt van Leiden.
Het paar woonde op de Kneuterdijk nummer 20.
Zij hadden volgende kinderen:
- Jan (†1535)
- Filips van Ligne
- Lodewijk, vroeg gestorven
- Helena (†1549)
- Georges (†1549), graaf van Fauquemberghes

Jacob stierf in 1552 aan pleuritis, kort na zijn tweede huwelijk met Johanna van Halewijn.

## Voorouders
| Voorouders van Jacob van Ligne | Voorouders van Jacob van Ligne                                  | Voorouders van Jacob van Ligne                                  | Voorouders van Jacob van Ligne                                        | Voorouders van Jacob van Ligne                                        | Voorouders van Jacob van Ligne                                                 | Voorouders van Jacob van Ligne                                                 | Voorouders van Jacob van Ligne                                                 | Voorouders van Jacob van Ligne                                                 |
| ------------------------------ | --------------------------------------------------------------- | --------------------------------------------------------------- | --------------------------------------------------------------------- | --------------------------------------------------------------------- | ------------------------------------------------------------------------------ | ------------------------------------------------------------------------------ | ------------------------------------------------------------------------------ | ------------------------------------------------------------------------------ |
| Overgrootouders                | Michiel van Ligne (1395-1470) ∞ Bonne van Abbeville (1415-1472) | Michiel van Ligne (1395-1470) ∞ Bonne van Abbeville (1415-1472) | Anton I van Croÿ (1385-1475) ∞ Margaretha van Lotharingen (1420-1475) | Anton I van Croÿ (1385-1475) ∞ Margaretha van Lotharingen (1420-1475) | Theobald van Luxemburg-Saint Pol (1410-1477) ∞ Philippa van Melun (1420-1456)  | Theobald van Luxemburg-Saint Pol (1410-1477) ∞ Philippa van Melun (1420-1456)  | Gerhard van Berlaymont (1410-1473) ∞ Maria van La Hamaide (1420-1463)          | Gerhard van Berlaymont (1410-1473) ∞ Maria van La Hamaide (1420-1463)          |
| Grootouders                    | Jan III van Ligne (1435-1491) ∞ Jacqueline van Croÿ (1450-1486) | Jan III van Ligne (1435-1491) ∞ Jacqueline van Croÿ (1450-1486) | Jan III van Ligne (1435-1491) ∞ Jacqueline van Croÿ (1450-1486)       | Jan III van Ligne (1435-1491) ∞ Jacqueline van Croÿ (1450-1486)       | Jacob I van Luxemburg-Saint Pol (1445-1487) ∞ Maria van Berlaymont (1450-1529) | Jacob I van Luxemburg-Saint Pol (1445-1487) ∞ Maria van Berlaymont (1450-1529) | Jacob I van Luxemburg-Saint Pol (1445-1487) ∞ Maria van Berlaymont (1450-1529) | Jacob I van Luxemburg-Saint Pol (1445-1487) ∞ Maria van Berlaymont (1450-1529) |
| Ouders                         | Anton van Ligne (1474-1532) ∞ Philippa van Luxemburg (-1525)    | Anton van Ligne (1474-1532) ∞ Philippa van Luxemburg (-1525)    | Anton van Ligne (1474-1532) ∞ Philippa van Luxemburg (-1525)          | Anton van Ligne (1474-1532) ∞ Philippa van Luxemburg (-1525)          | Anton van Ligne (1474-1532) ∞ Philippa van Luxemburg (-1525)                   | Anton van Ligne (1474-1532) ∞ Philippa van Luxemburg (-1525)                   | Anton van Ligne (1474-1532) ∞ Philippa van Luxemburg (-1525)                   | Anton van Ligne (1474-1532) ∞ Philippa van Luxemburg (-1525)                   |
| Jacob van Ligne (1503-1552)    |                                                                 |                                                                 |                                                                       |                                                                       |                                                                                |                                                                                |                                                                                |                                                                                |